# Siège de Marrakech (1672)
Pour les articles homonymes, voir bataille de Marrakech.
Le siège de Marrakech est un siège militaire qui a lieu en 1672 et oppose l'armée du sultan Moulay Ismaïl ben Chérif, aux partisans de Moulay Ahmed ben Mehrez qui a rallié les tribus du Sud et s'est proclamé sultan à Marrakech.

## Déroulement
Lorsque la nouvelle de la mort de Moulay Rachid atteint Sijilmassa, Ahmed ben Mehrez se précipite en direction de Marrakech dans le but de s'y faire proclamer sultan. Il est alors soutenu par les tribus du Haouz, les Arabes du Souss et les habitants de Marrakech, ce qui lui permet de s'emparer de toute la région. En réaction, Moulay Ismaïl lance, le 27 avril 1672, une campagne contre son neveu Ahmed qui s'est proclamé sultan à Marrakech. 
Ismaïl assiège donc la ville. Il réussit à remporter la victoire grâce à son artillerie et à entrer dans la ville de Marrakech, puis à s'y faire reconnaître comme sultan le 4 juin 1672,. Ahmed, blessé par une balle, s'enfuit dans les montagnes. Ismaïl pardonne aux habitants de Marrakech, puis réorganise les défenses de la ville.

## Sources